# Orobinec úzkolistý
Orobinec úzkolistý (Typha angustifolia) je druh jednoděložné rostliny z čeledi orobincovité.

## Popis
Jedná se o vytrvalou, cca 1–3 m vysokou rostlinu s oddenkem. Listy jsou jednoduché, střídavé, přisedlé, uspořádané do 2 řad. Čepele jsou celistvé, čárkovité se souběžnou žilnatinou, jsou asi 3 mm – 1 cm široké (tedy užší než u orobince širokolistého, zato širší než u orobince sítinovitého, víceméně tmavozelené. Květy jsou v květenstvích, hustých tlustých klasech složených z mnoha květů, někdy se tento typ květenství nazývá palice. Jedná se o jednodomé rostliny, květy jsou jednopohlavné, oddělené do zvláštních částí květenství, dole jsou samičí, nahoře samčí. Jsou to 2 oddělené palice, samičí a samčí, umístěné za sebou, nahoře je samčí. Mezi palicemi je mezera cca 3–8 cm, tím se liší od orobince širokolistého, u kterého mezi palicemi žádná mezera není či je, ale nejvýše 2,5 cm. Samičí a samčí palice je přibližně stejně dlouhá (orobinec sítinovitý má samičí palici poloviční až čtvrtinové délky oproti samčí). Okvětí je zakrnělé, v podobě laločnatých a vidlicovitých chlupů, uspořádaných do nepravidelných přeslenů. Samčí květy obsahují nejčastěji 3 tyčinky, nitky jsou na bázi v různé délce srostlé. Pyl se šíří pomocí větru. V samičích květech je gyneceum složené z jednoho plodolistu (monomerické). Semeník je svrchní. Plod je suchý, pukavý, jedná se o měchýřek, který je však velmi drobný a před puknutím vypadá jako nažka. Plody se šíří pomocí větru, létací aparát jsou chlupy okvětí.

## Rozšíření ve světě
Orobinec úzkolistý má rozsáhlý areál, roste Evropě a Asii, Austrálii v Severní Americe a v některých částech Afriky.

## Rozšíření v Česku
V ČR roztroušeně od nížin do podhůří, ve vyšších horských polohách zpravidla chybí. Je to vodní rostlina, často tvořící monocenózy, společenstvo as. Typhaetum angustifoliae ze sv. Phragmition communis.